# Даниэль, Дебра
Де́бра Да́ниэль (англ. Debra Daniel; род. 4 марта 1991, Понпеи) — микронезийская пловчиха. Участница трёх летних Олимпийских игр.
На Олимпиаде в Пекине выступала на дистанции 50 метров вольным стилем. В третьем предварительном заплыве показала пятый результат и время 30,61. В итоговой классификации микронезийка оказалась на 76-м месте из 90 участниц состязаний.
На лондонской Олимпиаде выступая на той же дистанции Даниэль со временем 30,32 выиграла свой заплыв, что позволило ей занять 57-ю позицию из 74 спортсменок.